# Keeth Smart
Keeth Thomas Smart (* 29. Juli 1978 in Brooklyn, New York City) ist ein ehemaliger US-amerikanischer Säbelfechter.

## Erfolge
Keeth Smart gewann bei den Panamerikanischen Spielen 1999 in Winnipeg mit der Mannschaft die Bronzemedaille. Bei Panamerikameisterschaften gelang ihm 2007 in Montreal und 2008 in Querétaro sowohl im Einzel als auch mit der Mannschaft jeweils der Titelgewinn. Dreimal nahm er an Olympischen Spielen teil: bei den Olympischen Spielen 2000 in Sydney schied er in der zweiten Runde der Einzelkonkurrenz gegen Damien Touya aus und belegte damit Rang 30. Vier Jahre darauf schloss er in Athen das Einzel auf dem 15. Rang ab. Mit der Mannschaft verpasste er als Vierter knapp einen Medaillengewinn. 2008 erreichte er in Peking mit der Mannschaft nach Siegen über Ungarn und Russland dagegen das Gefecht um die Goldmedaille, in dem die US-amerikanische Equipe Frankreich mit 37:45 unterlag. Gemeinsam mit Timothy Morehouse, James Williams und Jason Rogers erhielt er somit die Silbermedaille. Im Einzel wurde er nach einer Viertelfinalniederlage gegen Julien Pillet Sechster.
Smart schloss ein Studium an der St. John’s University im Hauptfach Finance ab, für die er auch im College Sport im Fechten aktiv war. Zudem erwarb er 2010 einen MBA an der Columbia University. Seine Schwester Erinn Smart war ebenfalls olympische Fechterin.